# Liste des monuments à Nakhitchevan
Nakhitchevan est une république autonome située sur le territoire de la république d'Azerbaïdjan. Il y a des monuments historiques, des mausolées, des musées sur le territoire de Nakhitchevan, dont beaucoup sont devenus des monuments historiques.

## Monuments chalcolithiques
I Kultapa, Ovtchular Tepeci, Sadarak, Khalaj, Arabbyеngidja et d'autres monuments ont été découverts au cours de cette période. Plus de 20 monuments chalcolithiques ont été découverts lors d'une expédition archéologique dans le village de Sirab de la région de Babak.

### Champ de Douzdagh
Le champ de sel de Douzdagh a une longueur de 3 km, une largeur de 2 km et une épaisseur de 150 m. Selon des études à court terme sur l'expédition franco-azerbaïdjanaise de 2007, la découverte de céramiques d’Âge du cuivre et Koura-Araxe sur les pentes sud du gisement devait commencer tôt dans l'exploitation de la mine. Afin d'obtenir des informations plus complètes, des enquêtes systématiques ont été lancées en 2008.

## Liste des monuments
| №   | Nom                                       | Lieu et date                        | Image |
| 1.  | Mausolée de Yusif ibn Kuseyir             | Nakhitchevan; années de 1161 - 1162 |       |
| 2.  | Mausolée de Momine Khatun                 | Nakhitchevan; année de 1186         |       |
| 3.  | Mosquée de Hadji Rufai Bey                | XVIIIe siècle                       |       |
| 4.  | Mausolée de Kubra                         |                                     |       |
| 5.  | Palais de khan                            | Nakhitchevan; XVIIIe siècle         |       |
| 6.  | Centre des femmes                         | XIXe siècle                         |       |
| 7.  | Mausolée de Huseyn Djavid                 | Nakhitchevan; année 1996            | ·     |
| 8.  | Maison des livres                         |                                     |       |
| 9.  | Mausolée de Noé                           | Nakhitchevan; année 1539            |       |
| 10. | Mausolée de Gilan                         | Ordubad; année 1979                 |       |
| 11. | Maison-musée de Djalil Mammadkulizadeh    | Nakhitchevan; année 1998            |       |
| 12. | Mausolée d’Imamzadeh                      | Nakhitchevan; années de 1722—1732   |       |
| 13. | Musée en plein air                        | Nakhitchevan; année de 2002         |       |
| 14. | Musée national d'histoire de Nakhitchevan | Nakhitchevan; année de 1924         |       |